# Saint-Pierre-Divion
Saint-Pierre-Divion is een gehucht in de Franse gemeente Thiepval in het departement Somme. Saint-Pierre-Divion ligt in het noorden van de gemeente, ruim anderhalve kilometer ten noorden het dorpscentrum van Thiepval. Ten westen van Saint-Pierre-Divion stroomt de Ancre.

## Geschiedenis

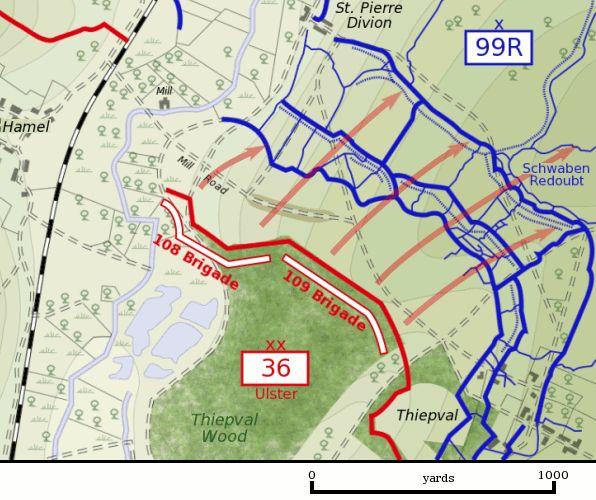
Front ten zuiden van Saint-Pierre-Divion op 1 juli 1916. Rood: Britse frontlijn; blauw: Duitse loopgraven

Een oude vermelding van Divion dateert uit de 16de eeuw. Divion was afhankelijk van Thiepval. De 18de-eeuwse Cassinikaart duidt de plaats aan als St. Pierre le Divion.
Saint-Pierre-Divion lag tijdens de Eerste Wereldoorlog aan het front en was in Duitse handen. In de buurt werd in de tweede helft van 1916 gevochten tijdens de Slag aan de Somme, waarna het in Britse handen viel.

## Bezienswaardigheden
- De Chapelle Saint-Pierre-ès-Liens